# 12995 Wendellmendell
A 12995 Wendellmendell (ideiglenes jelöléssel (12995) 1981 EY27) a Naprendszer kisbolygóövében található aszteroida. Schelte J. Bus fedezte fel 1981. március 2-án.

## Kapcsolódó szócikk
- Kisbolygók listája (12501–13000)